# Gunnar Melin

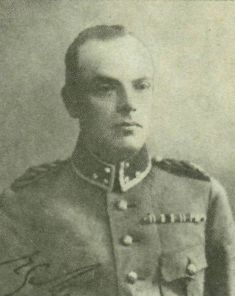
Gunnar Melin

Erik Gunnar Melin, född 12 december 1883 i Vasa, död 20 december 1951 i Vasa, var en finländsk jägaröverste.
Melin blev ryktbar vid Tammerfors intagning i början av april 1918 genom det uppseendeväckande angreppet på Näsilinna, som togs med storm av hans kompani av korsnäsbor sedan det avancerat från stadens östra utkanter. Inneslutet av 11 000 röda gjorde kompaniet därefter en djärv och framgångsrik utbrytning. 
Gunnar Melin var från 1921 till 1939 kommendör för 1:a fältartilleriregementet, därefter artillerikommendör vid staben för armén på Karelska näset under vinterkriget samt kommendör vid en armékårsstab och staben för hemmatrupperna under fortsättningskriget. 